# Dio Potami
Dio Potami (gr. Δυο Ποταμοί, tur. İkidere) – wieś na Cyprze, w dystrykcie Nikozja.